# Johann Bernhard (Lippe)

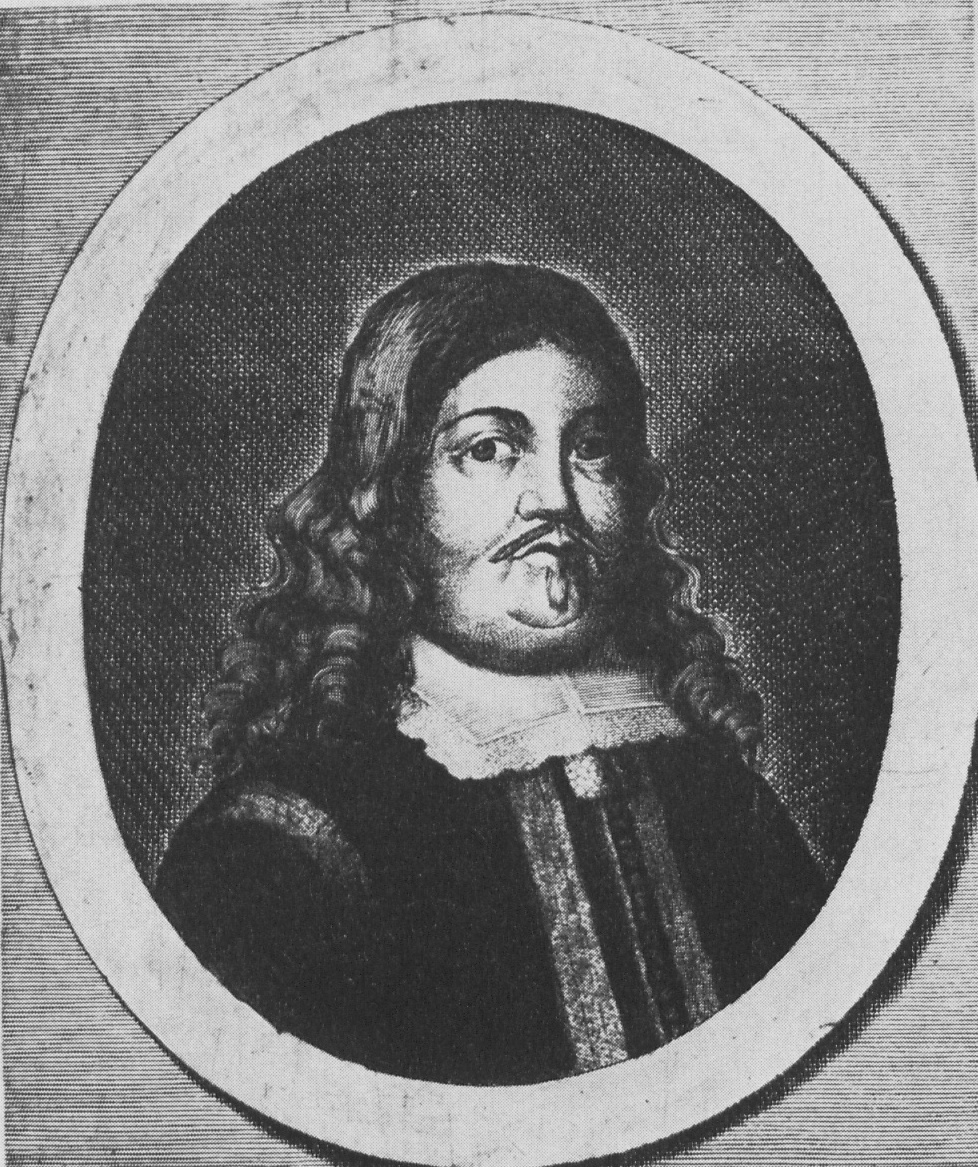
Johann Bernhard zur Lippe

Johann Bernhard zur Lippe-Detmold (* 18. Oktober 1613; † 10. Juni 1652) war von 1650 bis zu seinem Tod Landesherr der Grafschaft Lippe-Detmold.

## Leben
Er war der zweitälteste Sohn von Graf Simon VII. zur Lippe und der Gräfin Anna Katharina von Nassau-Wiesbaden-Idstein (1590–1622).
Zusammen mit seinen Brüdern Otto Heinrich (1614–1648) und Hermann Adolf zur Lippe (1616–1666) trat er 1632 eine Grand Tour durch Europa an. Während weite Teile des Heiligen Römischen Reichs vom Dreißigjährigen Krieg verheert wurden, reisten sie durch Frankreich, die Schweiz, Italien, die Niederlande und England. Im Jahr 1636 erfuhren sie in London vom Tod ihres ältesten Bruders Simon Ludwig zur Lippe und kehrten nach Detmold zurück. Dort versuchte er seine Schwägerin Katharina von Waldeck-Wildungen, die Witwe seines Bruders und Vormundin für seinen unmündigen Neffen Simon Philipp zur Lippe, von der Macht zu verdrängen.
In mehreren Prozessen vor dem Reichskammergericht in Speyer konnte sich Katharina ihre Vormundschaftsregierung bestätigen lassen. Johann Bernhard bemühte sich dagegen für sich und stellvertretend auch für seine Brüder um die Unterstützung des Erzbischofs Ferdinand von Köln, der als Paderborner Bischof auch Lehensherr von Teilen Lippe-Detmolds war. Erfolgreich war er im Werben um die lippischen Stände, denen gegenüber er Katharina und ihren Vater und Mitvormund Christian von Waldeck als landfremde „Eindringlinge“ darstellte. Die Stände erklärten ihn daraufhin am 18. März 1637 zum rechtmäßigen Vormund für Graf Simon Philipp. Er konnte Schloss Detmold und die Regierung unter seine Kontrolle bringen und Katharina faktisch entmachten. Diese ließ am 10. August 1638 ihre beiden ältesten Söhne durch hessen-darmstädtische Truppen im Lippischen Prinzenraub aus Detmold an den Hof ihres Verbündeten Landgraf Georg II. von Hessen-Darmstadt entführen, um sie der Kontrolle Johann Bernhards zu entziehen.
Im Mai 1640 nahm der von Katharina zu Hilfe gerufene kurbayerische Feldmarschall Joachim Christian von der Wahl Schloss Detmold im Handstreich ein und unterstellte es ihrer Gewalt. Johann Bernhard und seine Brüder mussten ihren Anspruch auf die Herrschaft aufgeben. Sie gingen ins Exil in die Grafschaft Schaumburg zu ihrem Verwandten Philipp zur Lippe-Alverdissen. Dadurch konnte sich Katharina endgültig im Machtkampf um die Regierung über Lippe durchsetzen.
Erst nach dem Tode seines Neffen Graf Simon Philipp zur Lippe wurde Johann Bernhard von 1650 bis 1652 Landesherr von Lippe-Detmold. Er starb kinderlos und wurde von seinem jüngeren Bruder Hermann Adolf beerbt.